# Microclimats
Pour les articles homonymes, voir Microclimat (homonymie).
Albums de Jean-Pierre Mader
Outsider
(1986)
Singles
1. Disparue / Thème astral
Sortie : Juillet 1984
2. Macumba / L'An 2000
Sortie : février 1985
3. Un pied devant l'autre / OM
Sortie : Juillet 1985
4. Jalousie / À l'envers
Sortie : 1985

Microclimats est le premier album studio de Jean-Pierre Mader et son plus grand succès, paru en 1985 sur le label Flarenasch. 
Ce disque contient la plupart des tubes du chanteur, dont Disparue, Macumba, Un pied devant l'autre, ainsi que le titre Jalousie, classé lui aussi au Top 50 avec cependant un succès commercial inférieur à celui des précédents titres.

## Liste des titres
Toutes les chansons sont écrites et composées par Jean-Pierre Mader et Richard Seff.
| 1. | Macumba                | 4:30 |
| 2. | Un pied devant l'autre | 3:00 |
| 3. | Sous influence         | 3:30 |
| 4. | À l'envers             | 3:30 |
| 5. | Jalousie               | 3:30 |

| 6. | Disparue (version longue)                              | 5:30 |
| 7. | L'An 2000 (n'est plus ce qu'il était) (version longue) | 4:30 |
| 8. | Thème astral                                           | 3:30 |
| 9. | O.M.                                                   | 4:00 |

## Certification
| Région                                                           | Certification | Ventes/Streams |
| ---------------------------------------------------------------- | ------------- | -------------- |
| France (SNEP)                                                    | Or            | 100 000        |
| *Ventes selon la certification xNon précisé par la certification |               |                |